# Borjana Krišto

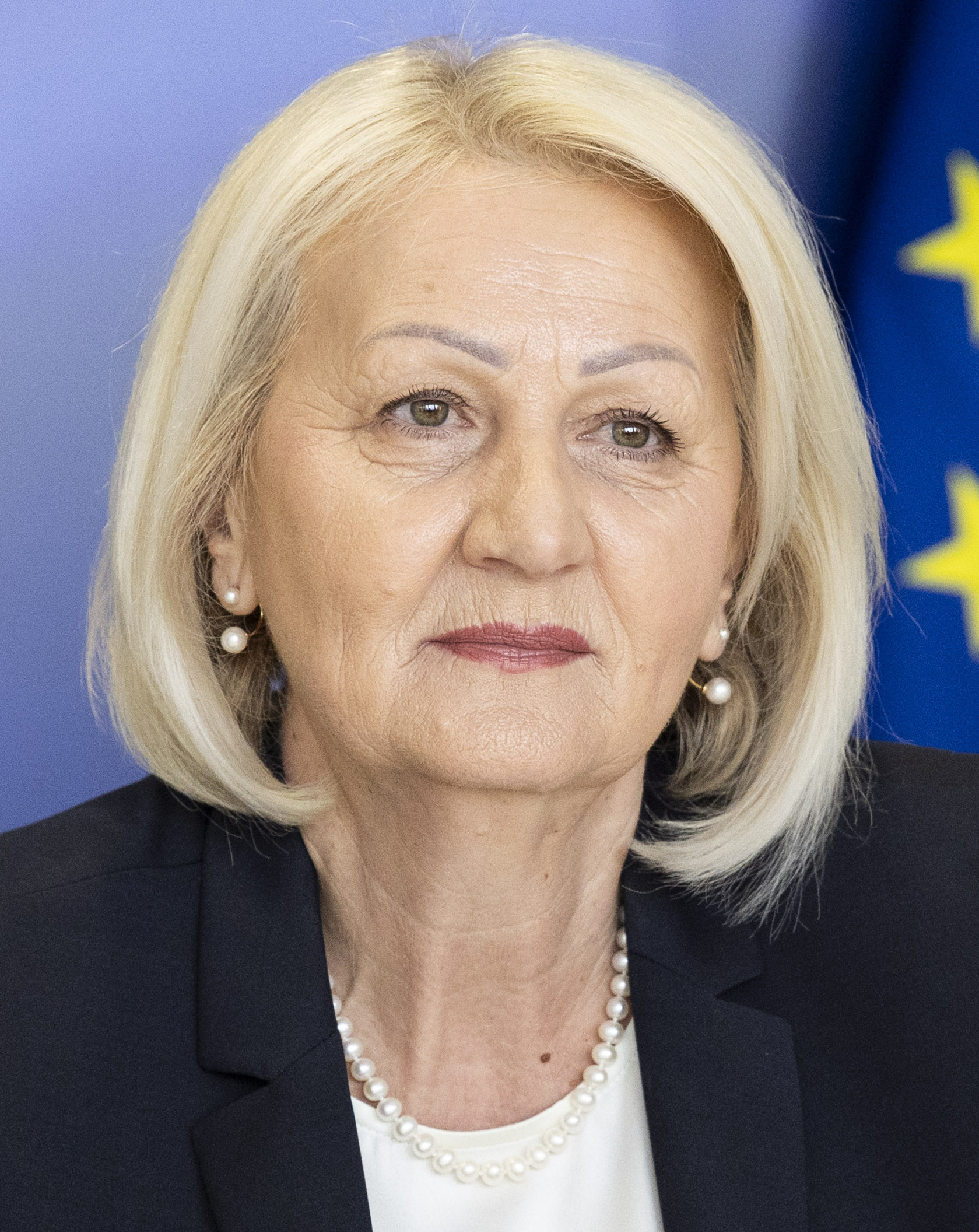
Borjana Krišto (2025)

Borjana Krišto (* 13. August 1961 in Livno, Bosnien und Herzegowina, Jugoslawien) ist eine bosnisch-herzegowinische Politikerin (HDZ BiH). Von 2007 bis 2011 war sie Präsidentin der Föderation Bosnien und Herzegowina, einer der beiden Entitäten des Staates Bosnien und Herzegowina. Seit dem 25. Januar 2023 ist sie Regierungschefin von Bosnien und Herzegowina.

## Leben
Die Kroatin Krišto besuchte die Grundschule und Mittelschule in ihrer Geburtsstadt Livno. Nach ihrer Schulausbildung studierte Krišto 1983 in Banja Luka im Fachgebiet der Rechtswissenschaft. Borjana Krišto arbeitete bis 1999 in einigen Unternehmen in der Rechtsabteilung. Im Fachgebiet der Rechtswissenschaft promovierte Krišto 2001 in Sarajevo. 
Von 1999 bis 2000 arbeitete sie als Justizministerin im Kanton 10. 2000 bis 2002 übernahm Krišto im Kanton 10 die Position der Generalsekretärin. Vom 22. Februar 2007 bis zum 17. März 2011 war Borjana Krišto Präsidentin der  Föderation Bosnien und Herzegowina, zugleich war sie als erste Frau seit der Unabhängigkeit des Staates Bosnien und Herzegowina in diesem Amt tätig. Zu den Wahlen 2010 und 2022 kandidierte Krišto als Kandidatin der HDZ BiH für das Amt des kroatischen Mitglieds im Staatspräsidium, unterlag aber jeweils Željko Komšić. 
Am 28. Dezember 2022 wählte sie das Parlament zum ersten weiblichen Regierungschef von Bosnien und Herzegowina als Nachfolgerin von Zoran Tegeltija. Sie trat ihr Amt am 25. Januar 2023 an und steht dem Kabinett Krišto vor.